# 上和知村
上和知村（かみわちむら）は、京都府船井郡にあった村。現在の京丹波町の北東端にあたる。

## 地理
- 山岳：丸山、長老ヶ岳
- 河川：由良川、上和知川、高屋川

## 歴史
- 1889年（明治22年）4月1日 - 町村制の施行により、篠原村・西河内村・上乙見村・仏主村・細谷村・升谷村・市場村・中山村・上粟野村・大迫村・下乙見村・長瀬村・下粟野村・塩谷村・大倉村の区域をもって発足。
- 1955年（昭和30年）4月1日 - 下和知村と合併して和知町が発足。同日上和知村廃止。

## 交通

### 鉄道路線
村域を日本国有鉄道の山陰本線が通過したが、駅は所在しなかった。

### 道路
- 国道27号